# Lojalność (album)
Lojalność – drugi minialbum polskiego zespołu hip-hopowego Hemp Gru. Wydawnictwo stanowi drugą część trylogii "Jedność, Lojalność, Braterstwo". Został wydany 3 grudnia 2011 roku. Nagrania wyprodukowali Szwed SWD, Fuso, DJ Steez, Hemp Gru i JH. Płyta była promowana utworem pt. "Kiedy zabraknie słońca". Za produkcję tego utworu odpowiadają Szwed i Fuso. Płyta zadebiutowała na 6. miejscu listy OLiS w Polsce. Podobnie jak poprzedni album uzyskała status złotej płyty.
Wstęp utworu "Zapomniani bohaterowie" stanowi fragment nagrania dźwiękowego wypowiedzi Józefa Piłsudskiego z 1926, znane jako "Pochwała pracy zbiorowej": "Zdaniem moim, zasadniczym postulatem stosunku jest zawsze umowa i lojalne tej umowy dotrzymanie. (...) Niczym stróż zamiatający ulice i minister rządzący krajem czy stolarz obracający heblem czy profesor wykładający w wyższej szkole. Dla wspólnej pracy ich winnymi warunki stawiać, warunki przyjmuje. I gdyby wzajemnie lojalnie nie dokazywano, jakże by inaczej życie wyglądało.".

## Lista utworów
Opracowano na podstawie materiału źródłowego.
1. "Zapomniani bohaterowie" (produkcja: Szwed SWD, gościnnie: Bas Tajpan) - 4:15
2. "Dwa spojrzenia" (produkcja: Szwed SWD, gitara basowa: Fuso, gościnnie: Kali, śpiew: Marta Zalewska, scratche: DJ Feel-X) - 4:19
3. "Kiedy zabraknie słońca" (produkcja: Fuso, Hemp Gru, Szwed SWD, scratche: DJ Steez) - 3:56
4. "Daj żyć" (produkcja: Fuso, gościnnie: Żary, scratche: DJ Steez) - 4:17
5. "Motywacje" (produkcja: Fuso, Szwed SWD, skrzypce: Marta Zalewska) - 3:02
6. "Diil gang" (produkcja: Szwed SWD, gościnnie: B-boy Bartazz, Bas Tajpan, Fuso, Hudy HZD,
Jasiek MBH, Jongmen, Merd DT, Paluch, Szczurek, Żary, scratche: DJ Steez) - 5:48
7. "Los wojownika" (produkcja: JH) - 3:53
8. "Outro" (produkcja: DJ Steez) - 3:43
9. "Dwa spojrzenia" (remiks) (produkcja: Fuso, śpiew: Marta Zalewska, gościnnie: Żary, scratche: DJ Feel-X) - 4:18
10. "Los wojownika" (remiks) (produkcja: Fuso, Szwed SWD, gościnnie: Żary) - 4:37